# グアドループの空港の一覧
グアドループの空港の一覧

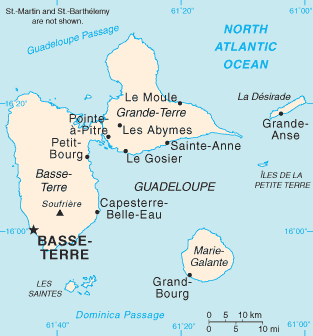
グアドループの地図

グアドループはカリブ海東部にある列島で、フランスの海外県となっている。
グアドループは、バス・テール島、グランド・テール島、ラ・デジラード島、マリー・ガラント島、レ・サント諸島の五つの主要な島々から成り立っている。
かつてはサン・マルタン島とサン・バルテルミー島もグアドループ県に属していたが、それぞれ分離して独自のフランス海外準県となった。

## 空港
| コミューン       | 島                                  | ICAO | IATA | 空港名                                   | 位置                                                               |
| ---------------- | ----------------------------------- | ---- | ---- | ---------------------------------------- | ------------------------------------------------------------------ |
| バイイフ         | バス・テール島                      | TFFB | BBR  | バイイフ空港                             | 北緯16度00分38秒 西経061度44分32秒 / 北緯16.01056度 西経61.74222度 |
| グランド＝アンス | ラ・デジラード島                    | TFFA | DSD  | ラ・デジラード空港                       | 北緯16度17分49秒 西経061度05分04秒 / 北緯16.29694度 西経61.08444度 |
| グラン＝ブール   | マリー・ガラント島                  | TFFM | GBJ  | マリー・ガラント空港 (レ・バーズ空港)    | 北緯15度52分07秒 西経061度16分20秒 / 北緯15.86861度 西経61.27222度 |
| ポワンタピートル | グランド・テール島                  | TFFR | PTP  | ポワンタピートル国際空港                 | 北緯16度15分51秒 西経061度31分33秒 / 北緯16.26417度 西経61.52583度 |
| サン＝フランソワ | グランド・テール島                  | TFFC | SFC  | サン＝フランソワ空港                     | 北緯16度15分28秒 西経061度15分45秒 / 北緯16.25778度 西経61.26250度 |
| テール・ド・オー | テール・ド・オー島 (レ・サント諸島) | TFFS | LSS  | レ・サント空港 (or テール・ド・オー空港) | 北緯15度51分52秒 西経061度34分50秒 / 北緯15.86444度 西経61.58056度 |